# 2,5-Ksilidin
2,5-Ksilidin je jedinjenje sa formulom . On je aromatični amin.
2,5-Ksilidin je izomer 2,6-ksilidina i 2,4-ksilidina.